# Nikoline Nielsen (femeie de afaceri)
Kirsten Nicoline Sofie Nielsen, mai cunoscută ca Nikoline Nielsen, (n. 6 decembrie 1874, Faxe, regiunea Sjælland, Danemarca – d. 9 ianuarie 1951, Faxe, regiunea Sjælland, Danemarca) a fost o femeie de afaceri daneză care a condus începând din 1914, când a murit soțul ei, Conrad Nielsen, fabrica de bere cunoscută mai târziu sub numele de Faxe Bryggeri. Ea s-a retras din activitate în anul 1945, transferând această responsabilitate celor trei fii ai săi. Este recunoscută în special pentru portretul ei de pe prima sticlă de băutură răcoritoare fără coloranți⁠(d) din Danemarca, denumită „Nikoline Appelsinvand” (suc răcoritor de portocale).

## Biografie
Kirsten Nicoline Sofie Nielsen s-a născut la 6 decembrie 1874 în orașul Faxe, ca fiică a comerciantului de bere Rasmus Nielsen (1840–1914) și a soției sale, Maren Kirstine, născută Christophersen (1839–1905). Ea s-a căsătorit în 12 noiembrie 1897 cu fabricantul de bere Charles Conrad Nielsen (1866–1914), cu care a avut cinci copii: Kaj (1898), Carl Wilhelm (1900), Erik (1902), Helmer (1905) și Inger Margrethe (1910).
A fost nevoită încă din copilărie să se implice în afacerea tatălui ei, căci el se confrunta cu greutăți din cauza consumului excesiv de alcool. După ce s-a căsătorit, soțul ei, Charles Conrad Nielsen, a ajutat la administrarea afacerii socrului său și a înființat în anul 1901, împreună cu acesta sau, după alte surse, cu soția sa, compania producătoare de bere Fakse Dampølsbryggeri. Nikoline Nielsen s-a implicat încă de la început în activitatea fabricii de bere, care funcționa la început în casa familiei. Producția fabricii nu era continuă, ci în funcție de cererea locală, iar trei dintre fiii soților Nielsen (Kaj, Carl Wilhelm și Helmer) au lucrat acolo încă de la o vârstă fragedă. Nikoline a preluat conducerea companiei în anul 1914, atunci când soțul ei a murit, și a continuat producția de bere. Compania s-a dezvoltat încet, dar sigur, sub conducerea ei, prin autofinanțare și s-a transformat în anul 1928 într-o companie regională denumită Faxe Bryggeri, Malt- og Mineralvandsfabrik. Producția companiei s-a diversificat prin includerea apei minerale, care a fost vândută, împreună cu berea, în zona de sud a provinciei Sjælland. Creșterea producției a necesitat extinderea fabricii de bere în 1935, ceea ce a creat probleme în ceea ce privește alimentarea cu apă. În urma unui foraj adânc a fost descoperită o sursă de apă limpede, superioară în acea vreme din punct de vedere calitativ tuturor surselor din restul Danemarcei. Compania a dobândit astfel un avantaj competitiv și a produs, începând din 1938, sortimente mai tari de bere. În anul 1945 Nikoline Nielsen s-a retras de la conducerea executivă a companiei, transmițând această sarcină fiilor ei.
Nikoline Nielsen a murit în 9 ianuarie 1951 la Faxe, la vârsta de 76 de ani. În anul 1978 compania Faxe a produs primul său suc răcoritor de portocale fără coloranți, care a purtat numele fostei sale proprietare („Nikoline Nielsens Appelsinvand”) și a conținut pe etichetă portretul ei.